# Ecomuseo delle ferriere e fonderie di Calabria

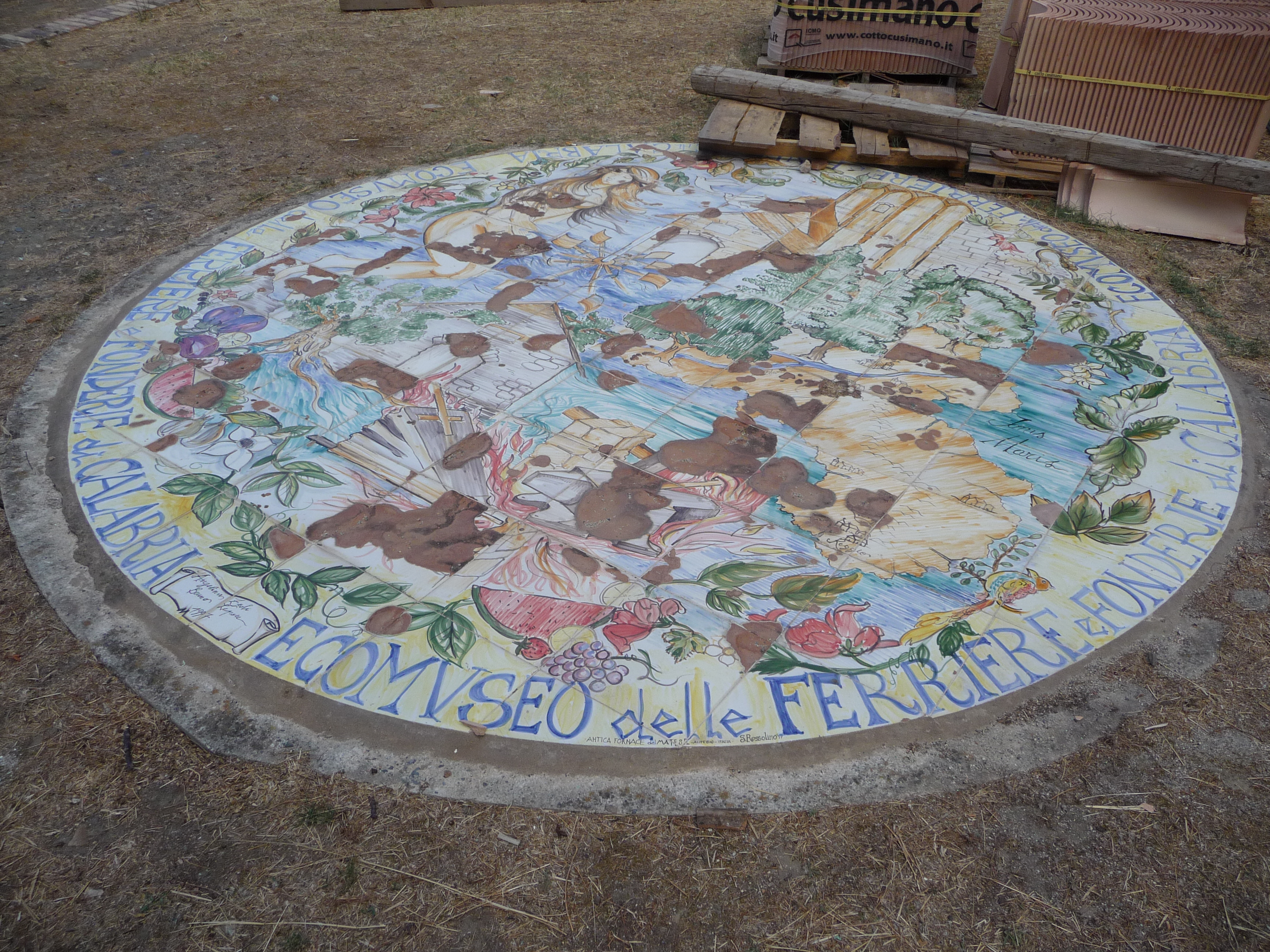
Sìmbolo

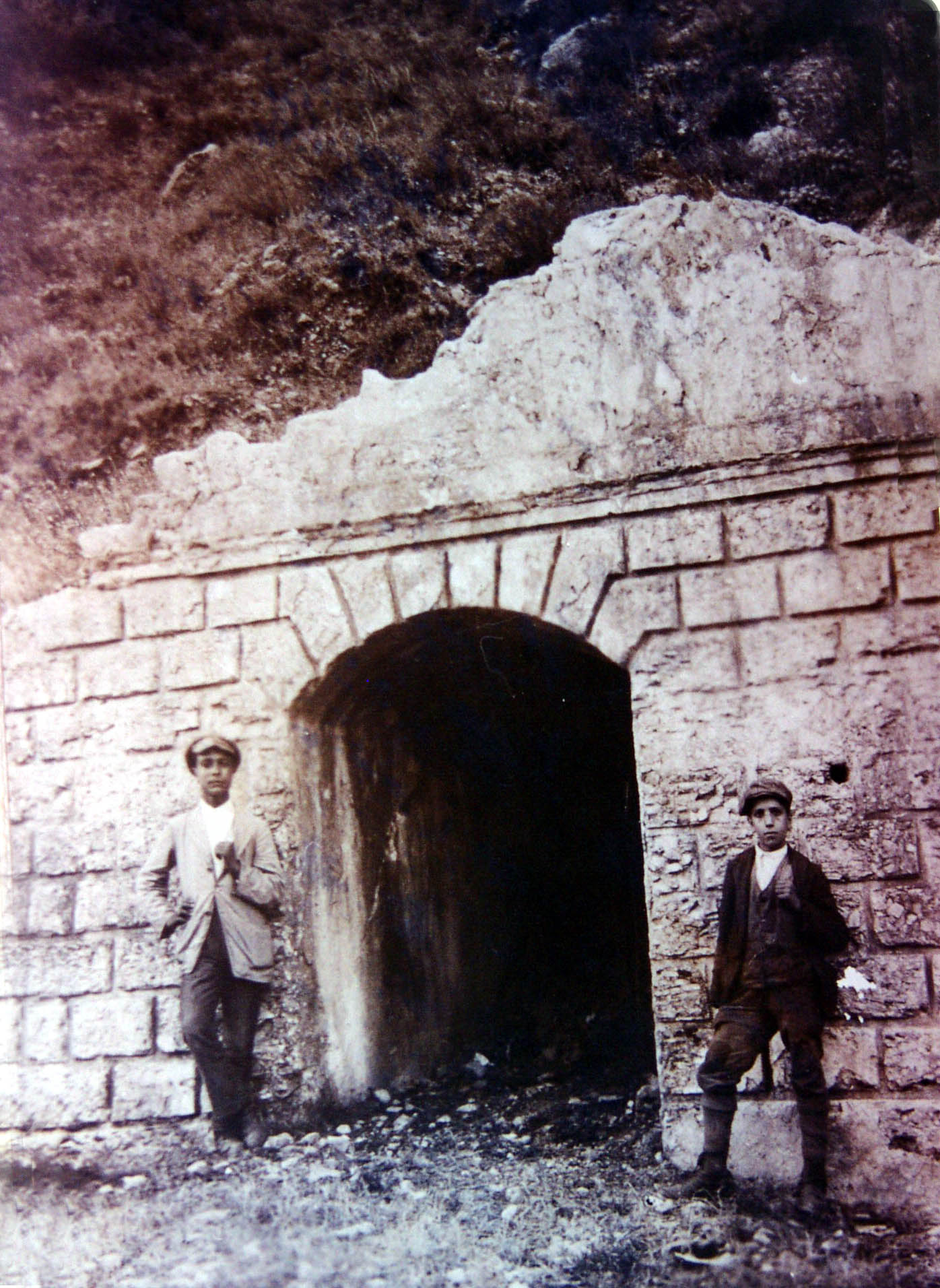
Mina de Bivongi

El Ecomuseo delle ferriere e fonderie di Calabria [Ecomuseo de la herrería y fundición de Calabria] es un proyecto del ACAI (Associacìon Calabres Archeologia Industrial) nacido en el 1982.
El objetivo del proyecto es la investigación, estudio y promoccìon cultural de la arqueología industrial calabresa y en particular la del Valle Stilaro.

## Lista de las actraccìones del Ecomuseo, divididas por itinerario

### Itinerario de las aguas metallurgia

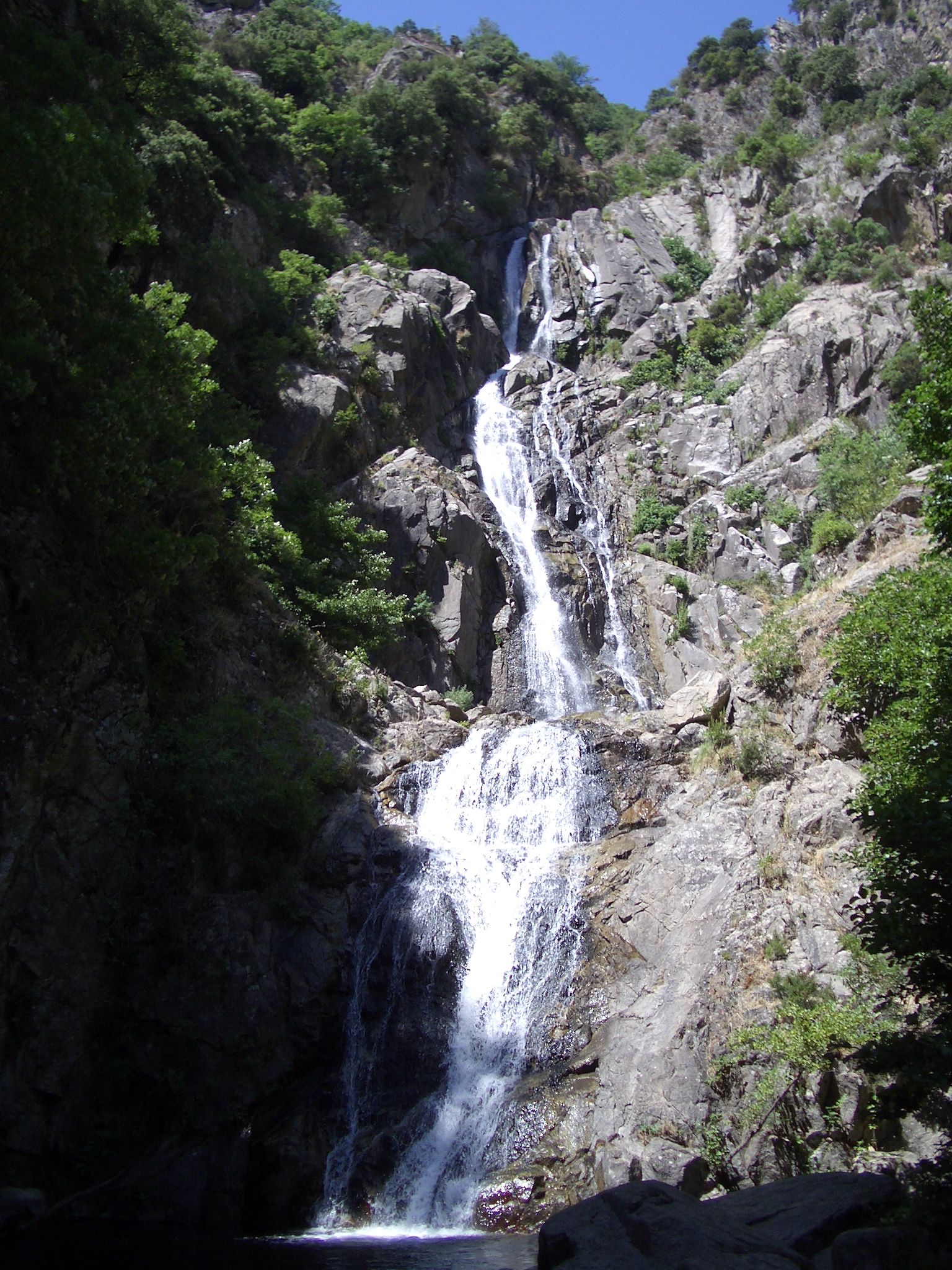
Cascada del Marmarico

- Mulinu do Furnu e Ferriera Fieramosca
- "Laveria" Impianto di flottazione
- Parco Nicolas Green
- Bagni di Guida
- Casa Albergo
- Centrale idroelettrica Guida
- Centrale idroelettrica Marmarico
- Cascata del Marmarico
- N°11, Condotte forzate delle dighe
- Ferriera Arcà e Azzarera
- Lago Giulia (lago artificiale)
- Fonderia Ferdinandea
- Chiesa Vecchia
- Villaggio Ziia

### Itinerario de las minas

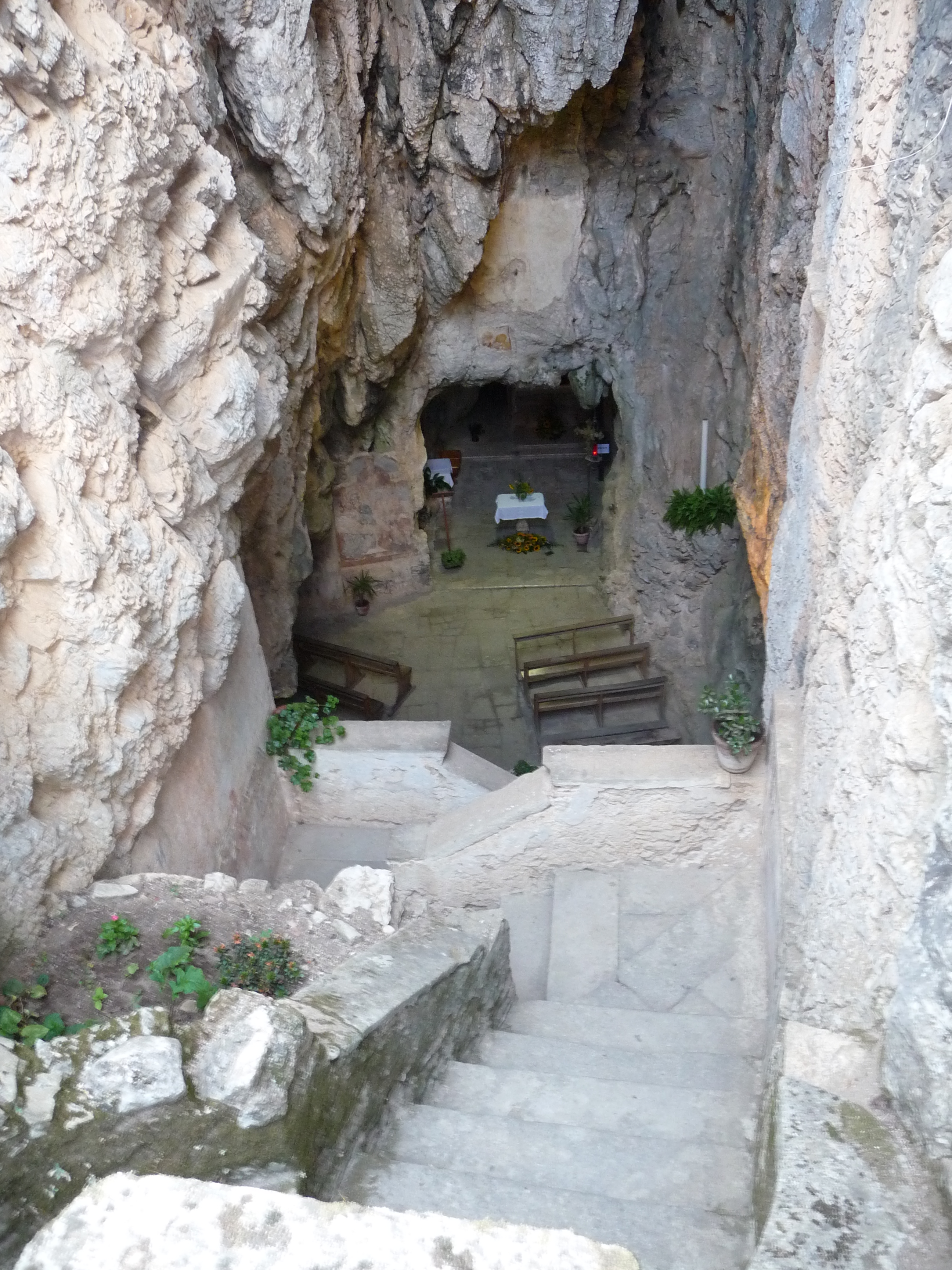
Grotta di Monte Stella

- Antica miniera con fornace nelle vicinanze
- Fontana Vecchia (o dei minatori)
- Cappella di San Rocco
- Grotta S.Angelo
- Eremo di Monte Stella
- Grotta Madonna della Stella
- Area delle miniere e delle cave
- Mulino Vrisa

### Itinerario de los molinos

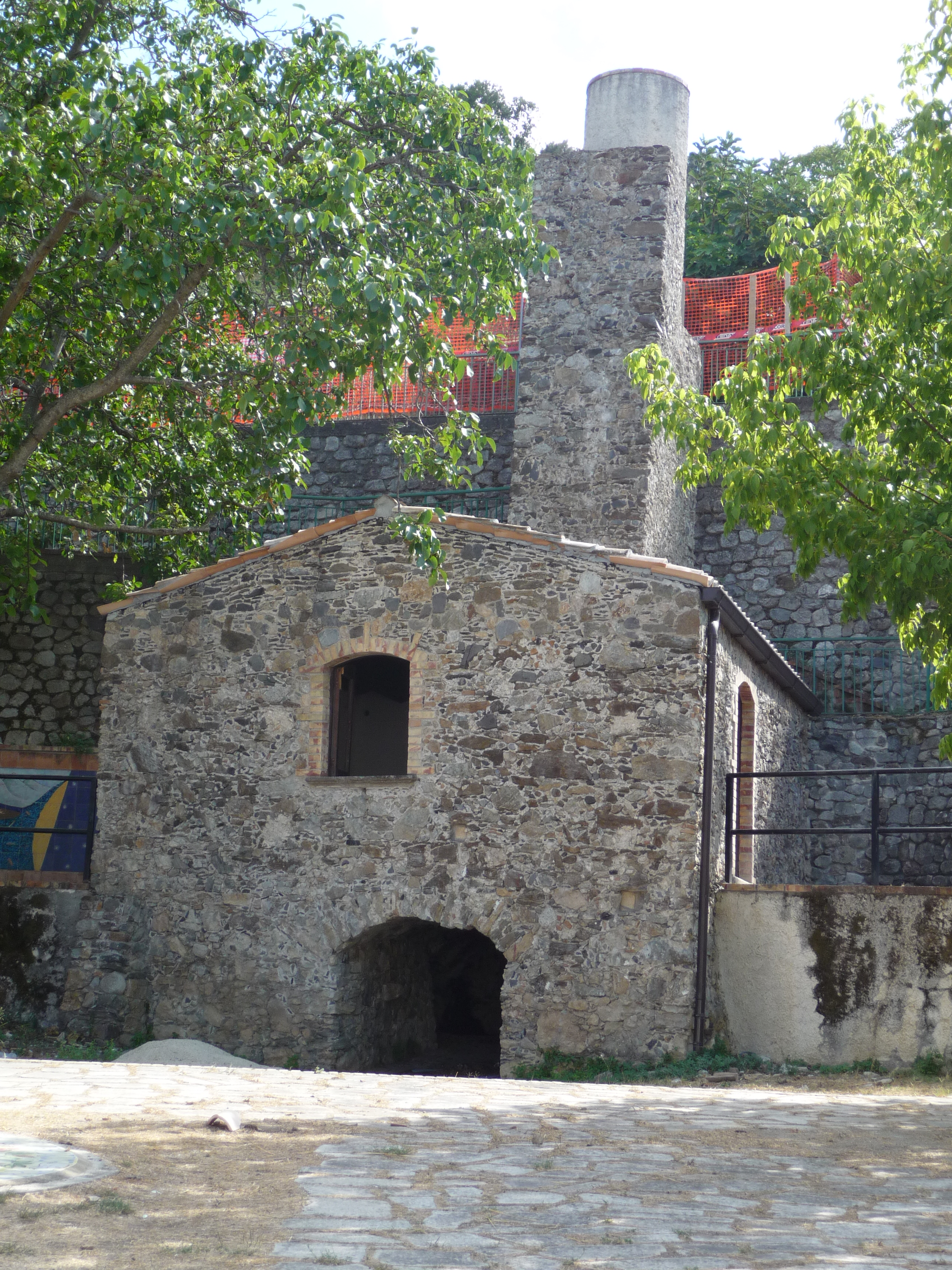
Molino do Regnante

- Mulino do Regnante
- Mulino Gargano
- Mulino Poteda 1
- Mulino Poteda 2
- Mulino Mastru Cicciu
- Mulino Midia

### Itinerario religioso
- Cattolica de Stilo
- Grotta S.Nicola ed Ambrogio
- Kastrum Bizantino
- Castello Normanno
- Miniera Garibaldi
- Grangia degli Apostoli

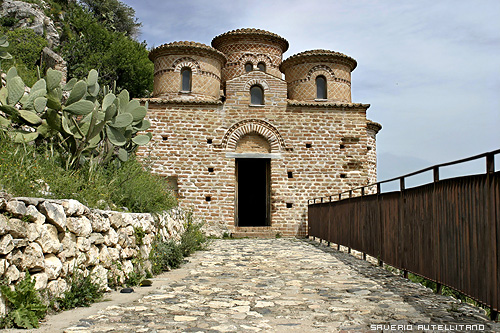
La Cattolica de Stilo

- Monastero di San Giovanni Therestis